# Aksàkovo
Aksàkovo (en rus: Аксаково) és un poble de l'óblast de Vladímir, a Rússia, segons el cens del 2010 tenia 5 habitants. Pertany al districte municipal de Gorokhovets.